# HD 76072
HD 76072，又名CD-36 5125，SAO 199731、HR 3534，是一颗恒星，视星等为6.42，位于銀經258.79，銀緯5.12，其B1900.0坐标为赤經8h 48m 43.7s，赤緯-36° 5.12′ 4″。